# Neoempheria cincta
Neoempheria cincta är en tvåvingeart som beskrevs av Shaw 1940. Neoempheria cincta ingår i släktet Neoempheria och familjen svampmyggor.
Artens utbredningsområde är Costa Rica. Inga underarter finns listade i Catalogue of Life.